# Designing Woman
Designing Woman (conocida en español como Mi desconfiada esposa en España y Designios de mujer en Hispanoamérica) es una película de comedia romántica estadounidense de Metrocolor de 1957, en Cinemascope, dirigida por Vincente Minnelli y protagonizada por Gregory Peck, Lauren Bacall y Dolores Gray, y que cuenta además con Sam Levene y Chuck Connors. La película trata sobre dos jóvenes profesionales recién casados con un romance vertiginoso y sus desventuras al adaptarse a los estilos de vida del otro. La película le valió a George Wells un Premio Óscar al Mejor Guion Original.

## Argumento
En Beverly Hills, California, cubriendo un torneo de golf, el periodista deportivo neoyorquino Mike Hagen elige correctamente al golfista ganador en el grupo de apuestas de los periodistas. Con los $1200 que ganó, Mike comienza a comprar bebidas. A la mañana siguiente se despierta sin recordar la noche anterior. Con resaca y creyendo que no pudo presentar su historia, Mike se sienta junto a la piscina del hotel tomando café cuando una mujer desconocida, Marilla Brown, se le acerca. Mike, a través de una serie de malentendidos, asume que ella es una prostituta. Cuando Marilla comienza a corregirlo acaloradamente, recibe una llamada de su editor diciéndole que había recibido la historia de Mike, pero que un promotor de boxeo corrupto estaba amenazando a Mike. Al finalizar la llamada, Mike regresa con Marilla, quien le explica que ella lo había ayudado a escribir su historia. Esto comienza un romance de ocho días que termina en matrimonio. Sólo en el vuelo de regreso a Nueva York Mike comienza a descubrir que Marilla había ocultado los detalles de su trabajo, riqueza y conexiones familiares para conquistar a Mike. Esto rápidamente causa fricción.
Mike es un periodista deportivo y entusiasta del póquer que tiene amigos de clase trabajadora. Marilla diseña ropa para una amplia gama de personalidades artísticas. Sus amigos chocan memorablemente un miércoles por la noche cuando el club de póquer de él y la sociedad de drama de ella se reúnen en el departamento de Marilla.
Marilla comienza a sospechar de Mike después de encontrar una fotografía de Lori Shannon, la exnovia de Mike. Mike intenta ocultar su relación anterior, pero fracasa estrepitosamente. Para complicar aún más las cosas, está la continua serie de revelaciones de Mike sobre las actividades del corrupto promotor de boxeo Martin Daylor. La vida de Mike está en peligro, pero también se lo oculta a su esposa. El resultado es una serie de malentendidos y percances.

## Reparto
- Gregory Peck como Mike Hagen.
- Lauren Bacall como Marilla Brown Hagen.
- Dolores Gray como Lori Shannon.
- Sam Levene como Ned Hammerstein, editor de Mike.
- Tom Helmore como Zachary Wilde, exnovio de Marilla.
- Mickey Shaughnessy como Maxie Stultz, un exboxeador amigo de Hagen.
- Jesse White como Charlie Arneg
- Chuck Connors como «Johnny O», uno de los secuaces de Daylor.
- Edward Platt como Martin J. Daylor.
- Alvy Moore como Luke Coslow.
- Jack Cole como Randy Owens.
- Richard Deacon como Larry Musso (sin acreditar).
- Dean Jones como subdirector de escena en Boston (sin acreditar).
- Sid Melton como Miltie, secuaz (sin acreditar).

## Producción

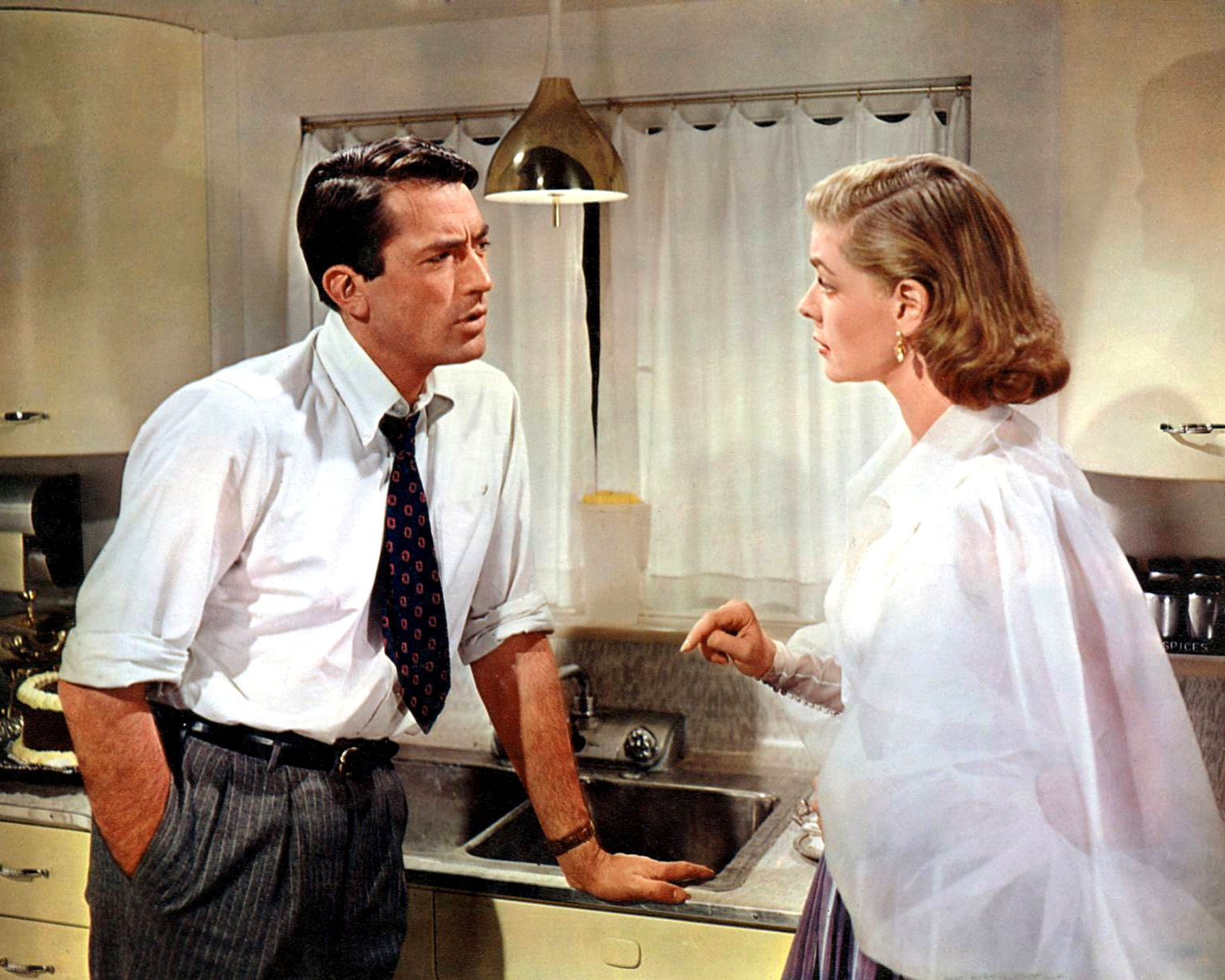
Gregory Peck y Lauren Bacall en una foto publicitaria de la película.

Según se informó, el concepto original de la película provino de Helen Rose, quien diseñó decenas de vestidos y vestidos para Bacall para Designing Woman. Ella ofrece una entrevista/prueba de pantalla en las presentaciones especiales del DVD.
Lauren Bacall estaba lidiando con la enfermedad terminal de su esposo Humphrey Bogart durante el rodaje. Según su autobiografía, aceptó el papel (que originalmente estaba destinado a Grace Kelly) como una forma de distraerse de su situación hogareña, pero en entrevistas dijo que esta película estaba entre sus favoritas y que deseaba desesperadamente el papel, incluso aceptando un salario menor. Dijo que Kelly consideraba que el papel había sido escrito para ella y que nunca perdonó a Bacall, quien agregó en alusión al matrimonio de Kelly con Raniero III de Mónaco: «Ella consiguió el príncipe, yo obtuve el papel». Bogart murió el 14 de enero de 1957, cuatro meses antes del estreno de la película.
James Stewart y Cary Grant rechazaron el papel que fue para Peck; Grant (un alcohólico en recuperación) citó el consumo excesivo de alcohol del personaje como la razón principal de su rechazo.

## Estreno

### Taquilla
Según los registros de MGM, la película ganó 2 175 000 dólares en Estados Unidos y Canadá y 1 575 000 dólares en otros lugares, lo que resultó en una pérdida de 136 000 dólares.

### Recepción
Designing Woman terminó siendo una de las películas más exitosas de Bacall y Peck, tanto críticamente como comercialmente, y Bosley Crowther de The New York Times comparó a la pareja principal con Katharine Hepburn y Spencer Tracy y afirmó: «(la película) obviamente se esfuerza para generar el mismo tipo de brío y humor sardónico general que fluía de ese equipo de comedia más antiguo. También lo logra, al menos en ciertos tramos».
En cuanto a las reseñas modernas, Rotten Tomatoes le ha dado a Designing Woman una nota general positiva, considerándola un 82 por ciento «fresca» en comparación con «podrida». Bruce Elder de AllMovie le otorga dos estrellas y media de cinco, y le da crédito a Bacall por ofrecer una «actuación cómica brillante». «Con una trama tan ligera uno sólo puede deducir... que el punto 'real' de Designing Woman era la cuestión de la masculinidad. Esto, a su vez, puede explicar por qué Designing Woman sigue siendo una película sorprendentemente desconocida, dados sus dos estrellas y director de alto perfil: trata 'sobre' temas e ideas que no son fáciles de discutir o delinear, y es mucho más desafiante y sofisticado de lo que indicaría la descripción de la trama».
DVDverdict.com proclama la comedia como «brillante, pulida y entretenida» y afirma que «ha mantenido su valor a lo largo de los años».